# Vitalis Maier
Vitalis Maier OSB (* 27. März 1912 in Kirchberg an der Iller; † 24. April 1986 in München) war der 63. Abt des Klosters Ottobeuren.

## Leben

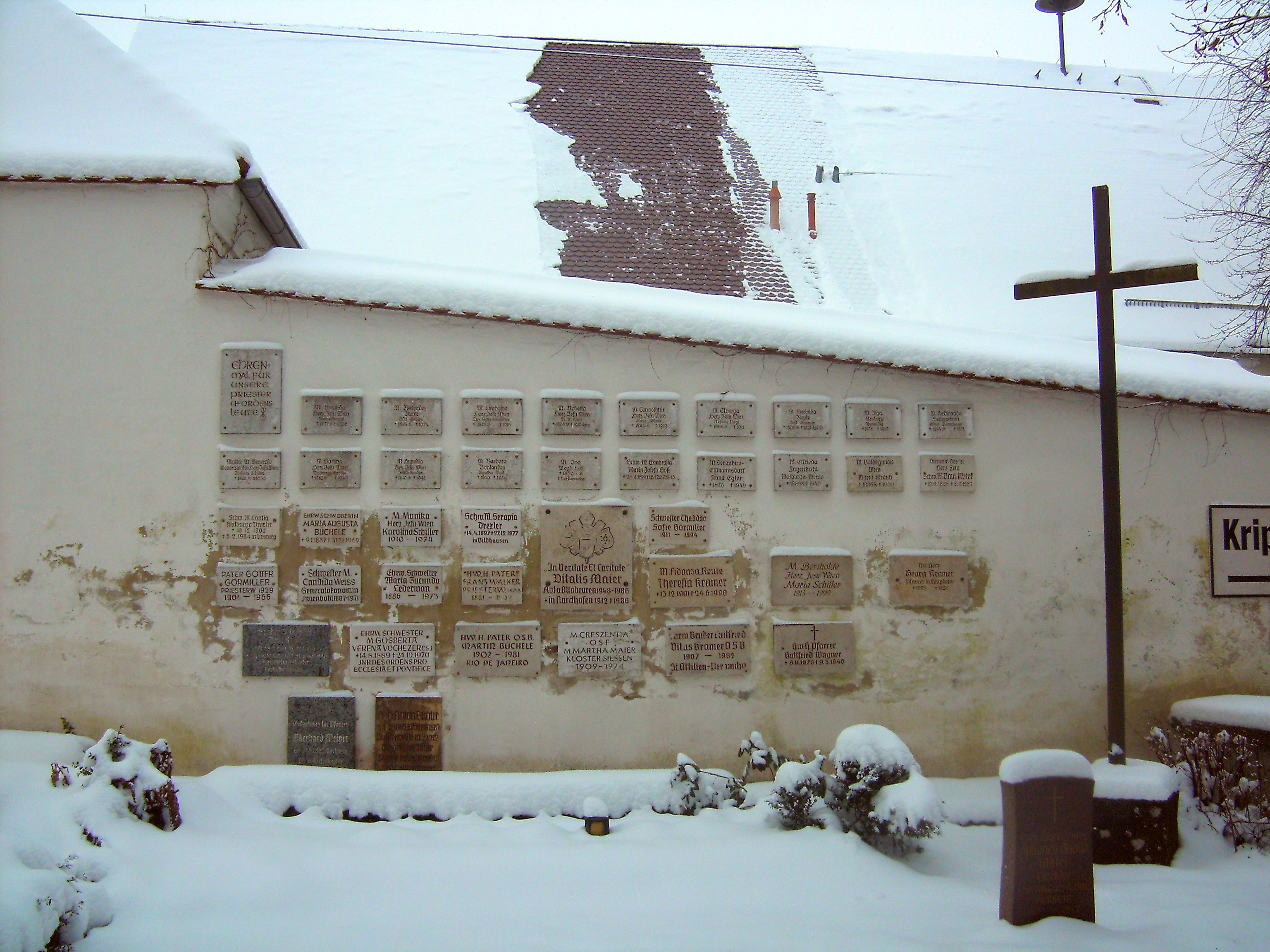
Gedenktafel an Abt Vitalis Maier auf dem Friedhof von Kirchberg (2010)

Geboren wurde Abt Vitalis als Josef Maier in Nordhofen, einem Ortsteil von Kirchberg an der Iller. Nach dem Studium der Theologie wurde er am 9. Mai 1948 zum Abt des Benediktinerklosters Ottobeuren gewählt. Abt Vitalis machte sich um die bauliche Erhaltung des Klosters verdient. Er begründete zu diesem Zwecke und auch im Hinblick auf die 1200-Jahr-Feier der Abtei im Jahre 1961 die Vereinigung der Freunde der Benediktinerabtei Ottobeuren e.V.

## Werke
- mit Emil Franzel: Europa und die benediktinische Geistigkeit. Klinger-Verlag, 1973.

## Ehrungen
- Bayerischer Verdienstorden (1964)
- Großes Bundesverdienstkreuz (6. Januar 1982)[1]
- Verdienstmedaille des Landes Baden-Württemberg (1980)